# Saint-Jean-la-Bussière
Saint-Jean-la-Bussière è un comune francese di 1 099 abitanti situato nel dipartimento del Rodano della regione Alvernia-Rodano-Alpi.

## Società

### Evoluzione demografica
Abitanti censiti